# Проскуровский уезд

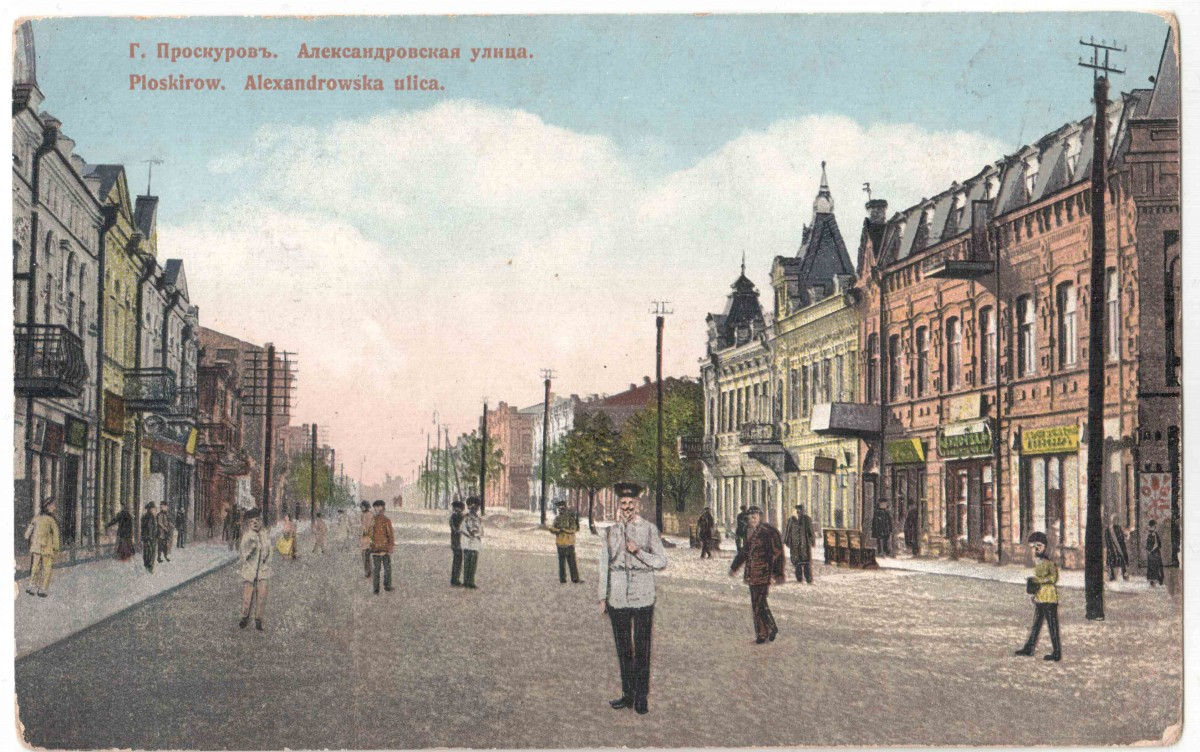
Уездный город Проскуров, начало ХХ столетия.

Проску́ровский уе́зд — административная единица в составе Подольской губернии Российской империи, существовавшая до 1923 года. 
Проскуровский уезд занимал северо-западный угол Подольской губернии России, и граничил с Волынской губернией и Галицией. Уездный город (центр) — Проскуров.

## История
Уезд образован в 1795 году в составе Подольского наместничества. В 1796 году уезд вошёл в состав Подольской губернии. В 1923 году уезд был расформирован, на его территории образован Проскуровский район Проскуровского округа.

## География
Проскуровский уезд занимал северо-западный угол Подольской губернии. Пространство Проскуровского уезда составляла 2 291 кв. версту, или 238 646 десятин. Площадь уезда представляла самую возвышенную и самую пересеченную местность губернии и лежала на водоразделе между бассейнами рек Днестра и Южного Буга. Наиболее высокая полоса (гребень) этого водораздела тянется с северо-востока на юго-запад, приблизительно посередине уезда, проходя через село Кривочинцы (абсолютная высота 1 154 футов) и местечко Фельштын (абс. высота 1 160 футов) по направлению к местечку Михалполю (Летичевского уезда). Весьма возвышенной является также полоса на западе уезда, между рекой Збруч и верховьями реки Смотрич, где у села Александровки (близ Сатанова) находится самый высокий пункт не только Проскуровского уезда, но и всей Подольской губернии (абс. высота 1 186 футов). Многочисленные глубокие овраги и речные долины расчленяют поверхность уезда. По линии Волочисской ветви Юго-Западной железной дороги, проходящей главным образом в долине реки Буг, находятся станции Проскуров — 905,1 футов, Чёрный Остров — 947,8 футов, Войтовцы — 1 0 65 футов абсолютной высоты.
Сложность рельефа обязана своим происхождением денудационным процессам и размыванию рек. Низменные полосы в пределах уезда находятся только в долине реки Буг, который представляет наиболее значительную реку уезда. Река Буг вступает в пределы уезда у села Глядки; главное направление его течения с северо-запада на юго-восток; в Проскуровском уезде длина Буга около 47 верст. Долина Буга довольно широкая и большей частью болотистая (особенно близ города Проскурова), берега низменные и пологие, глубина и ширина незначительные (ширина редко более 20 саженей, глубина от 1 до 3 саженей), течение извилистое и слабое; в пределах Подольского уезда Буг не судоходен и не сплавен, пересечена многими запрудами. У села Капустина Буг уходит в Летичевский уезд. Важнейшие притоки Буга в уезде — Плоска, Самец, Волк (правые), Бубновка, или Вишанец, и Бужок (левые); последний служит границей со Староконстантиновским уездом.
Совершенно иной характер имеют реки бассейна Днестра, принадлежащие Проскуровскому уезду главным образом своими верховьями и протекающие быстро в нешироких, но глубоких долинах с крутыми, утесистыми берегами. К ним относятся: река Збруч, образующая границу уезда с Галицией от села Каневки до деревни Гормановки на протяжении около 53 верст и принимающая слева речки Тарнорудку и Шипайводу; река Смотрич (с притоками Тростянцом, Верховкой, Болотной и Скоихой) и река Ушица. Все эти речки — несудоходные и несплавные; они питаются в значительной доле подземными водами (из третичных известняков, обнажающихся в глубоких долинах и оврагах — ущельях), частью же из болот (в верховьях реки Смотрича и в долине реки Буг).
Озёр в уезде нет; при селениях по рекам много значительных прудов (наибольшие у местечка Чёрного Острова и г. Проскурова на Буге).

## Геология
Почва Проскуровского уезда, весьма плодородная, состоит почти повсюду из толстого слоя чернозёма. Геологическое строение уезда несложно. В долине реки Збруч у села Зайончков выступают серые силурийские песчаники, сменяющиеся у местечка Сатанова силурийскими известняками и глинистыми сланцами; пласты эти непосредственно покрываются весьма мощными третичными (миоценовыми) известняками и белыми песками, которые несогласно пластуются с силурийскими отложениями: все эти пласты богаты окаменелостями. Поверх третичных отложений, занимающих всю площадь уезда, во многих местах уезда залегает толща субаэрального лёсса; в долине реки Буг невдалеке от Проскурова выступает гранит. Из полезных ископаемых в уезде встречаются известняки, песчаники и гранит; разрабатываются и утилизируются только третичные известняки (главным образом на выжигание извести). Почва уезда богата подземными водами, вытекающими в виде ключей в речных долинах; наиболее обильный горизонт вод находится на верхнем спае силурийских пластов, менее обильные горизонты — в третичных известняках.

## Население
Жителей (исключительно города) по переписи 1897 года в уезде считалось 204 246 (101 029 мужчин и 103 217 женщин). По данным прежних лет, крестьяне составляли 82 %, мещане 8 %, остальные 10 % состояли из семей нижних чинов и лиц других сословий. Православные составляли 67 %, католики — 24 %, иудеи — 8 %, других вероисповеданий — 1 %. На 1 кв. версту приходилось в уезде 100 жителей вместе с городом и 89 жителей сельского населения. В другом источнике указано что по переписи 1897 года было 226 091 житель. Преобладающее население уезда малорусское (77,25 %), поляков 6,4 %, евреев 12 %, великороссов 3,8 %.
К 1913 году население исчислено в 295 000 жителей (включая 28 800 городского), на одну квадратную версту 112,6 сельских жителей. 

## Административное деление
В 1913 году в состав уезда входило 10 волостей: 
| - Кузьминская — м. Кузьмино, - Малиническая — с. Малиничи, - Пашковецкая — с. Пашковцы, - Сарновская — м. Тарноруда, - Третельникская — с. Третельники, - Фельштинская — м. Фельштин, - Черно-Островская — м. Черно-Остров, - Шаровская — м. Шаровка, - Юринецкая — с. Юринцы, - Ярмолинецкая — м. Ярмолинцы, |

## Религия
В уезде при местечке Сатанове находился мужской монастырь, костёл, синагога, две православные церкви. Православных церквей было 118, костёлов — 24.

## Экономика

### Сельское хозяйство
Главное занятие жителей уезда — земледелие. На 1905 год вся хозяйственная площадь уезда равнялась 232 285 десятин, из них крестьянских надельных земель — 50,3 % (3,3 десятины на один двор). В частной собственности было 46,6 %, в том числе 94 878 десятин принадлежало дворянам (539,1 десятины на одно владение), 982 десятин крестьянам (4,5 десятины на одно владение), 315 десятин мещанам (28,6 десятин на одно владение) и 1 657 десятин купцам (331,4 десятины на одно влад.). Государству и учреждениям принадлежало 3,1 %.

### Промышленность и торговля
Фабрик и заводов в уезде насчитывалось (без города) 346, с производством на 203 252 руб. при 481 рабочем. Мельниц водяных 106 (на 126 826 руб.), ветряных 201 (на 2540 руб.). Винокуренных заводов 3 (на 44 643 руб.), 1 медно-чугунолитейный завод. Торговых документов выдано 2827. Более значительная ярмарка в Ярмолинцах, на которую привезено товаров в 1896 г. на сумму 1 884 771 руб., продано на 1 083 355 руб.
Таможенные учреждения в уезде: Сатановский переходный пункт в местечке Сатанове и 4 отряда пограничной стражи в местечке Тарноруде, Черном Острове, Мартыновский пост, в местечке Сатанове.

## Медицина
Сельских лечебниц 2 (в местечках Кузмине и Чёрном Острове), приемных покоев 4. В уезде жили 2 сельских врача и 8 вольнопрактикующих в местечках. Сельских аптек насчитывалось 5.

## Образование
Народных училищ 11, на содержание которых израсходовано около 7000 руб. В селе Иванковцы, в 6 верстах от города Проскурова, на капитал, завещанный частным лицом, устроено двухклассное училище с ремесленным классом. Церковно-приходских школ 130 (3960 учащихся).

## Почта
Почтово-телеграфные конторы в местечках Чёрном Острове и Ярмолинцах, отделения в местечках Сатанове и Фельштыне.

## Населённые пункты
Не считая мелких хуторов, поселений в уезде 187 и в том числе один город и 8 местечек: Кузмин, Сатанов, Чёрный Остров, Ярмолинцы, Николаев, Тарноруда, Фельштын и Шаровка. Более значительные из них первые четыре (более 3 000 жителей в каждом).